# بوفين (إزار)
بوفين هي بلدية في إزار في أوفيرن-رون ألب منطقة جنوب شرق فرنسا.

## تعداد السكان

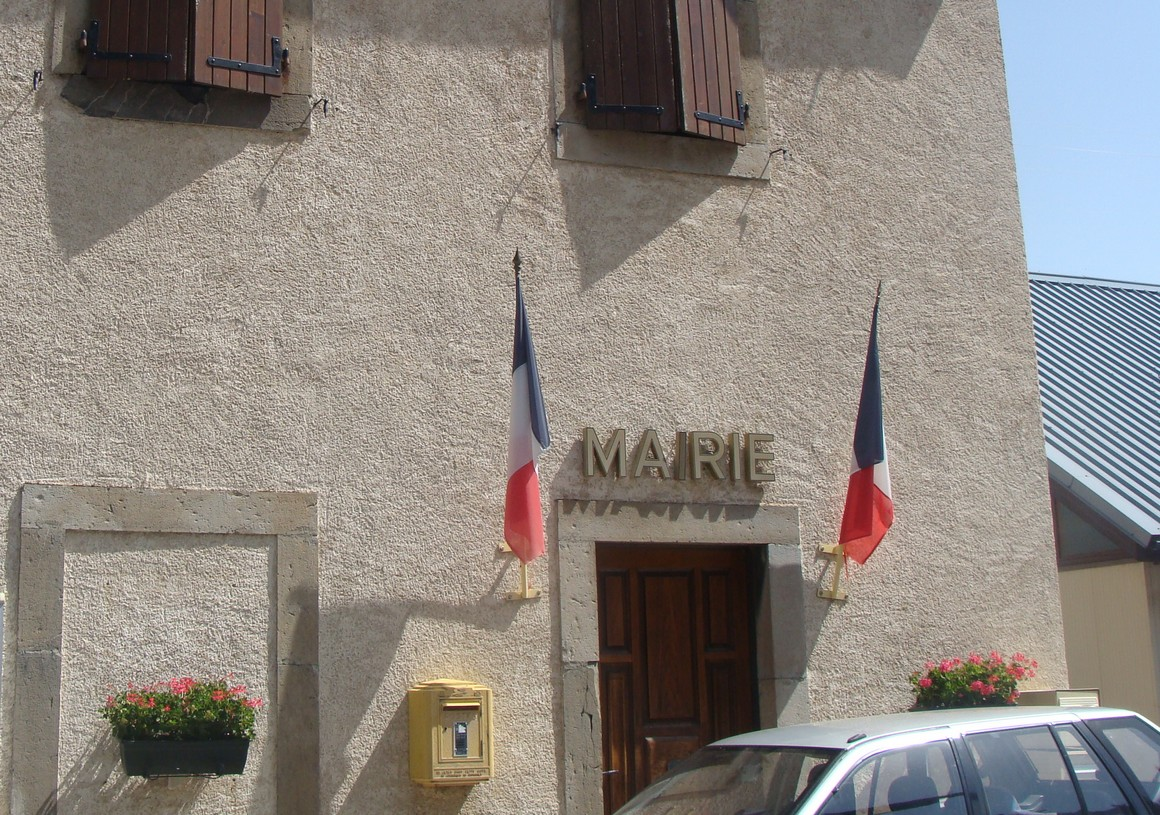
The Town Hall

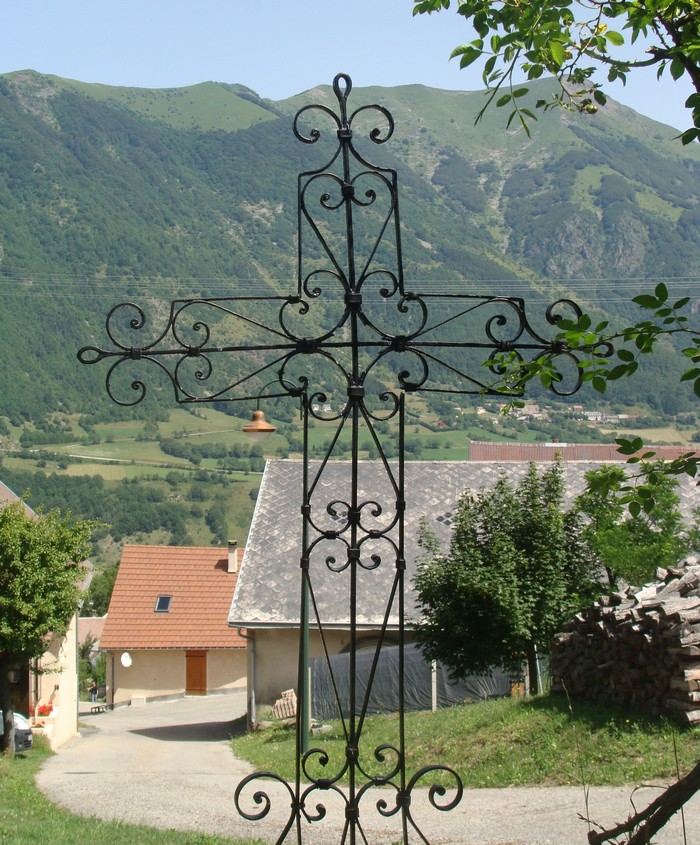
An Iron wayside cross